# Doppio voto simultaneo
Il doppio voto simultaneo (in spagnolo Doble voto simultáneo o, localmente, ley de lemas), nell’ambito dei sistemi elettorali, è un metodo di distribuzione delle preferenze, e variazione dal sistema originale, che impedisce all’elettore di poter attuare un qualunque tipo di voto disgiunto o di preferenza nell’esercizio del proprio diritto di voto, attuando le votazioni obbligatoriamente per il tramite di un’unica scelta elettorale.
Ideato dal professore Jules Borëly nel 1870 (e poi ripreso da altri studiosi), esso è stato in vigore in molti paesi dell’America Latina, e tra questi l’esempio più famoso è l’Uruguay, dove è attualmente utilizzato per le proprie elezioni generali.
Nei fatti, il funzionamento di tale meccanismo è molto semplice, poiché essendo gli elettori obbligati, a pena di nullità (anche delle preferenze espresse validamente successivamente alla prima), ad esprimere un voto unico all’interno di un’unica scheda elettorale, l’apposizione della propria scelta su un partito politico o coalizione si riverbera automaticamente ope legis per tutte le istituzioni da rinnovare a quella tornata elettorale (ma non all’eventuale scelta che quelle parti politiche propongono in eventuali referendum associati), senza la possibilità di alcuna rettifica che non comporti il rifacimento individuale dell’intero voto a causa di un errore personale volontariamente manifestato.

## Requisiti di funzionamento
Ai fini del corretto funzionamento del sistema, è necessario che si verifichino, anche con l’ausilio di una coerente normazione, tali condizioni:
- Ogni partito politico (o coalizione, se consentito) deve essere definito unitariamente in tutte le istituzioni, sebbene ogni formazione possa avere diverse sotto-formazioni (candidati o elenchi di candidati), purché ricondotti ad unità sotto un “grande ombrello elettorale” unico;
- La scheda elettorale deve essere generalmente unica o pre-costruita in modo tale da impedire, salvo renderla nulla, preferenze differenziate di ogni tipologia;
- Le istituzioni da rinnovare devono essere generalmente sottoposte al voto nello stesso turno elettorale, contesto e modo, almeno nella fase iniziale.
- Il mancato voto per un’istituzione deve comportare il mancato voto per tutte le istituzioni.

## Opinioni in merito

### Favorevoli
Nel dibattito tra gli studiosi e gli esperti in materia di sistemi elettorali, il doppio voto simultaneo si è presto presentato, secondo i favorevoli, come un’ottima ed efficace soluzione per evitare la frammentazione politica o i governi divisi, “forzando” i singoli soggetti, ai sensi delle tendenze elettorali già consolidate sul campione generale, ad una scelta unitaria che nella stragrande maggioranza dei casi avrebbero già fatto, riconducendo così a coerenza il sistema elettorale senza rinunciare all’ampia rappresentanza data da un sistema proporzionale o al grande rapporto personalistico dei candidati dato dal sistema maggioritario, permettendo così alla nuova maggioranza di poter avere un sufficiente spazio di manovra per agire. 
In più, aggiungono, il sistema si presenterebbe anche come una soluzione efficace al problema della selezione dei candidati “a porte chiuse” dalle fazioni di partito, perché lasciando la decisione “tutto-o-nulla” ai cittadini, il sistema dovrebbe porre fine alla pratica delle oscure alleanze intrapartitiche e aggiungere trasparenza ai conflitti tra le fazioni interne allo scòpo finale di portare voti a favore del proprio campo generale, evitando parimenti inutili elezioni primarie e favorendo invece anche la partecipazione di candidati indipendenti senza il sostegno di potenti figure di partito che le “inseriscano”.

### Contrari
Secondo i contrari, invece, la forzatura normativa di impedire ogni forma di voto disgiunto o di preferenza frustrerebbe l’elettore nell’atto, impedendogli gli esplicare al meglio o pienamente la propria scelta, spingendolo così alla votazione insoddisfatta o, nella maggior parte dei casi, all’astensionismo. In più, tale sistema forzerebbe intrinsecamente l’aggregazione in partiti politici o coalizioni, impedendo così che candidati indipendenti, magari apprezzati intuitu personae o per le proprie idee, abbiano alcuna reale possibilità di competere alla pari con formazioni politiche più strutturate, di cui magari gli elettori mal sopportano le piattaforme ideologiche, ma che continuano a votare in ottica tattica.
La diversità di opinioni consentite all'interno di un singolo partito politico poi, comporterebbe che gli elettori possano finire indirettamente per dare il loro voto a un candidato che gli elettori non sostengono davvero, semplicemente perché posti in quella posizione della lista elettorale dal partito che magari in quel momento gode di un sufficiente consenso per farlo.